# Dolné Saliby
Dolné Saliby (węg. Alsószeli) – wieś (obec) na Słowacji, w kraju trnawskim, w powiecie Galanta. Miejscowość położona jest na Nizinie Naddunajskiej.